# اكتشاف نبتون

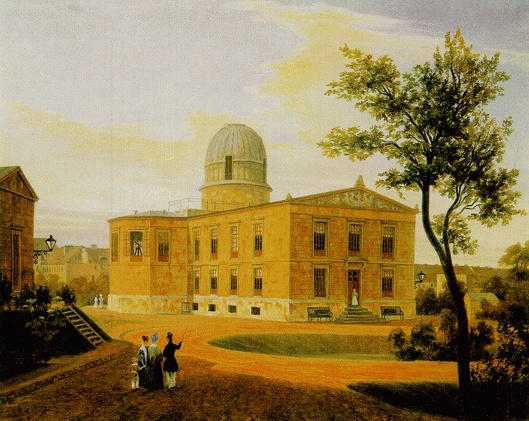
مرصد برلين الجديد في شارع ليندن ، حيث اكتُشف نبتون عبر المشاهدة.

نبتون هو كوكب أستنتج العلماء وجوده بفضل الحسابات والرياضيات قبل أن يلاحَظ بشكل مباشر.
كان متوقعا رياضيا وجود كوكب نبتون، قبل مشاهدته فعلياً، مع تنبؤ أوربان لوفيرييه،
مشاهدات تلسكوبية أكدت وجود كوكب رئيسي، تمت ليلة 24 سبتمبر 1846، وامتدت إلى الصباح، في مرصد برلين، عن طريق الفلكي جوهان غوتفريد غال وبمساعدة هاينريش لويس دريست، اللذين عملا وفقاً لحسابات لوفيرييه. كانت لحظة مؤثرة في علم القرن التاسع عشر، وتأكيداً دراماتيكيا لنظرية نيوتن للجادذبية. كما يقول فرانسوا أراغو: «لو فيرييه اكتشف كوكبا برأس قلمه».
في وقت لاحق، وبعد اكتشاف كوكب نبتون ظهر أنه كان قد لوحظ عدة مرات سابقا، لكن دون معرفة ماهيته، وأنّ ثمت آخرون قاموا بحسابات مختلفة حول موقعه، لكنها لم توصلهم إلى مشاهدته فعلياً. بقدوم سنة 1846، كان كوكب أورانوس قد أكمل تقريباً دورة كاملة منذ اكتشافه عن طريق ويليام هيرشل.
في 1871، اكتشف الفلكيون مجموعة من الاختلالات في مساره، والّتي لم يمكن شرحها كليّاً بقانون نيوتون للجاذبية.
هذه الاختلالات، قد تفسَّر بجاذبية كوكب مجهول بعيد كان يؤثر سلبا على مسار أورانوس حول الشمس. في 1845، بدأ كلّ من الفلكيين أوربان لوفيرييه في باريس، وجون كوش آدامز في كامبريدج حساباتهما بشكل منفصل لتحديد طبيعة وموقع كوكب ما. لسوء الحظ، انتصار لوفيرييه قاد أيضاً إلى نزاع دولي مثير حول أولوية الاكتشاف، حيث بعد وقت قصير من اكتشاف الكوكب، أعلن الفلكي الملكي جورج بيدل أيري أن أدامز قد تنبأ أيضاً باكتشاف الكوكب. وبأي حال، فقد قلدت الجمعية الملكية الفلكية لوفرييه وسام كوبلي في 1846 مكافأة على إنجازاته، دون ذكر ادامز.
مكن اكتشاف كوكب نبتون ويليام لاسيل من اكتشاف قمره ترايتون. كان ذلك بعد سبعة عشر يوما فقط من اكتشاف نبتون.

## اختلالات في مدار أورانوس

في الموقع "a" ، كوكب خارجي يخل جاذبيا بمدار أورانوس ،
بحيث يجذبه مباشرة بعيدا عن الموقع المفترض. والعكس في الموقع "b" صحيح، أين يؤخّر التّأثير الحركة المدارية لـ أورانوس.

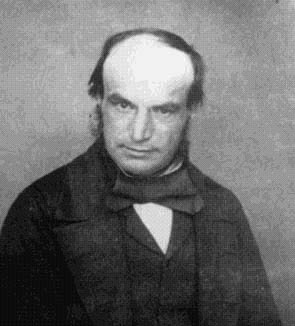
جون كوش آدامز

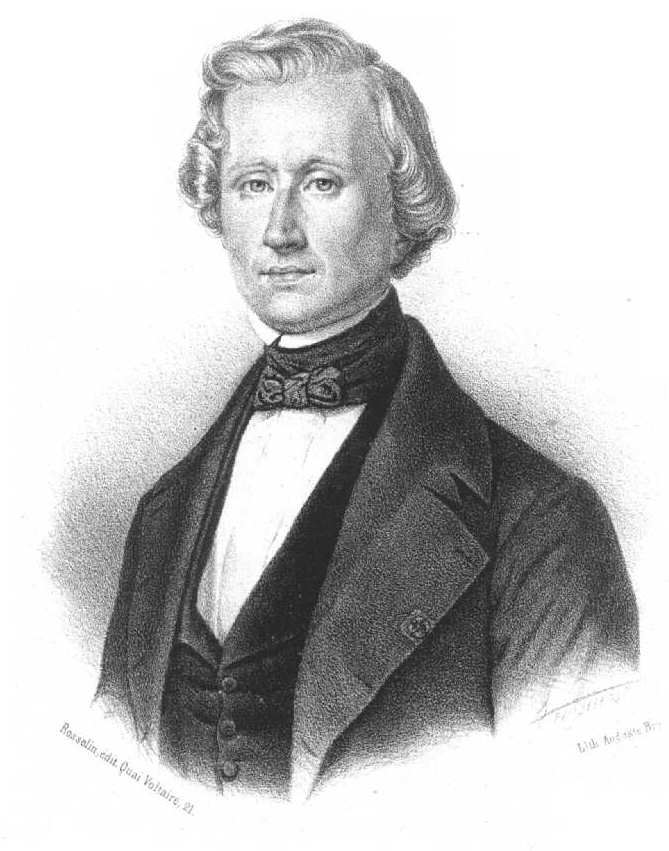
أوربان جين-جوزيف لو فيريي.

## تحاليل لاحقة

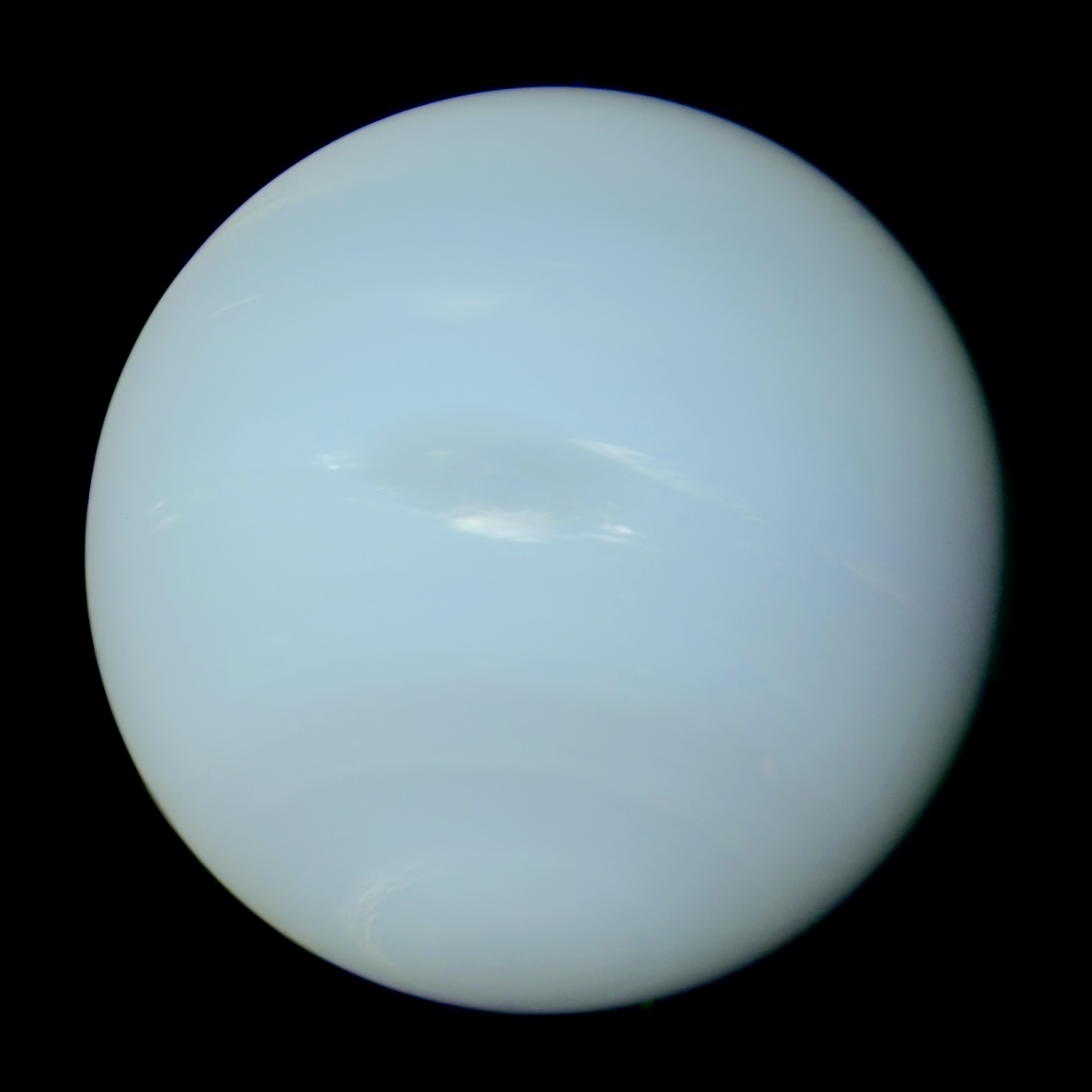
الكوكب نبتون كما صورته سنة 1989 المركبة فوياجر 2.